# Poxviridae
Poxviridae, aparține clasei 1 conform clasificării Baltimore, genomul viral fiind alcătuit din ADn dublu catenar.Infecțiile determinate de reprezentanții acestei clase infectează atât vertebratele cât și nevertebratele.

## Structură

### Genomul viral
Este format din ADN dublucatenar, format din 130000-375000 nucleotide.Genomul are o secvență  TR  (terminal repeat),și ITR (inverted terminal repeat), situate la capetele lanțului nucleotidic.Aceste secvențe conțin  Arhivat în 5 mai 2007, la Wayback Machine.:
- numeroase legături A-T incomplete
- O secțiune numită de conservare lungă de circa 100 baze azotate pereche.
- SRS (short repeat sequences) secvența scurtă de repetare, cun un număr variabil de copii.
- ORF -(open reading frame) secvență capabilă de codare a unei proteine- număr mic.Eler sunt  localizate aproape de capătul terminal al secvenței genomului, nefiind suprapuse.Dacă sunt implicate în activitatea virală , ele se localizează aproape de centrul genomului viral,iar dacă participă la acțiuni periferice (de tipul interacție cu celula gazdă)se situează la extremitatea genomului.

Guanina șicitozina au un procent de circa 35-64%, sau 20%(Entopomoxvirus).

### Virionul
Arhivat în 3 mai 2007, la Wayback Machine.
Virionul are un diametru de circa 140-260 nm, ADN monocatenar, putând fi găsit sub 4 forme
- virus matur intracelular IMV , ce rezistă în mediul extern, fiind totuși sensibil la acțiunea anticorpilor.
- virus intracelular cu anvelopă virală  (IEV) este o formă intermediară între IMV și CEV, fiind format din particule virale ale IMV, învelite în 2 membrane glicoproteice.
- virus cu anvelopă virală asociat celulei (CEV), forma extracelulară a virionului, (IEV), atașat de celula țintă prin filamente lungi de actină, ce ajută la transferul spre alte celule.
- virus  extern cu anvelopă virală (EEV) esențial pentru răspândirea virusului la mare distanță.

Mai există și cea de a 5-a formă numită A-type sau ATI întâlnită la unele pox virusuri.
„Prototipul” pox virusurilor este Vaccinia virus(VV,VACV) , utilizat pentru vaccinarea împotriva variolei.

## Clasificare
- SubfamiliChordopoxvirinae
  - GenulOrthopoxvirus; specii: Vaccinia virus; boli:: cowpox,  Variolă
  - GenulParapoxvirus; : Virusul Orf
  - GenulAvipoxvirus;  specii: Virusul variolei aviare
  - Genul Capripoxvirus;  specii: Virusul variolei ovine
  - Genul Leporipoxvirus; specii: Virusul Myxoma
  - Genul Suipoxvirus; specii: Virusul variolei porcine virus
  - Genul Molluscipoxvirus; specii: Virus Molluscum contagiosum
  - Genus Yatapoxvirus; specii: Virusul tumorii Yaba la maimuț
- Subfamilia Entomopoxvirinae
  - Genul Entomopoxvirus A;  specii: Melolontha melolontha entomopoxvirus
  - Genul Entomopoxvirus B;  specii: Amsacta moorei entomopoxvirus
  - Genul Entomopoxvirus C;  specii: Chironomus luridus entomopoxvirus

## Replicare
Replicarea este un proces ce se desfășoară în căteva stadii:
- Legarea de un receptor (necunoscut) de pe suprafața celulei țintă
- Pătrunderea în celula țintă unde are loc procesul  „developării” virusului:
  - Membrana externă este lizată iar particulele virale pătrund în celulă
  - Particulele virale, sunt îșî pierd și a 2-a membrană, ceea ce permite eliberarea nucleului în citoplasmă.Are loc „sinteza ” genelor astfel: genele tinere sunt sintetizate primele, ele având rol în codarea proteinelor non-structurale, inclusiv a proteinelor necesare pentru replicarea virală, sinteza având loc înainte de replicarea genomului.Proteinele mature sunt sintetizate după replicarea genomului viral, fiind necesare pentru codarea proteinelor structurale ale particulelor virale.Asamblarea acestor proteine  este un proces complex ce are loc la nivelul citoscheletului.Mecanismul de replicare virală este unul neobișnuit pentru un virus cu ADN dublucatenar, deoarece procesul genomică folosește mecanisme proprii, replicarea având loc în citoplasmă (la majoritatea virusurilor ADN replicarea are loc în nucleu cu folosirea mecanismelor de replicare ale celulei gazdă).